# Chris Ellis (Schauspieler)
Chris Ellis (* 14. April 1956 in Dallas, Texas) ist ein US-amerikanischer Filmschauspieler.

## Leben
Ellis wuchs im Mississippi-Delta auf, wo er früh mit dem Community Theater in Berührung kam und in etwa zwei Dutzend Stücken auftrat. Später zog er nach New York City, wo er ca. ein Jahr in einem Theater tätig war. In den folgenden 10 Jahren war Ellis nicht mehr schauspielerisch tätig und lebte in prekären Verhältnissen in Hell’s Kitchen.
1990 erhielt er eine Nebenrolle im Rennsportfilm Tage des Donners. Es folgten Rollen in Filmen wie Mein Vetter Winnie, Apollo 13, That Thing You Do!, Con Air oder Armageddon – Das jüngste Gericht. Seither trat Ellis vor allem als Nebendarsteller in Erscheinung.

## Filmografie (Auswahl)
- 1979: The Suicide's Wife (Fernsehfilm)
- 1982: Rascals and Robbers: The Secret Adventures of Tom Sawyer and Huck Finn (Fernsehfilm)
- 1990: Tage des Donners (Days of Thunder)
- 1992: Mein Vetter Winnie (My Cousin Vinny)
- 1993: Melrose Place (Fernsehserie, Folge 2x02 A Long Night’s Journey)
- 1995: Little Princess (A Little Princess)
- 1995: Apollo 13
- 1996: Akte X – Die unheimlichen Fälle des FBI (The X-Files, Fernsehserie, Folge 3x22 Quagmire)
- 1996: That Thing You Do!
- 1997: Con Air
- 1997: Bean – Der ultimative Katastrophenfilm (Bean)
- 1998: Ein Wink des Himmels (Promised Land, Fernsehserie, Folge 3x02 Balancing Act)
- 1998: Godzilla
- 1998: Armageddon – Das jüngste Gericht (Armageddon)
- 1998: Max Q
- 2000: Roswell (Fernsehserie, Folge 2x06 Harvest)
- 2000: The Watcher
- 2001: Planet der Affen (Planet of the Apes)
- 2002: Six Feet Under – Gestorben wird immer (Six Feet Under, Fernsehserie, Folge 2x09 Someone Else’s Eyes)
- 2002: Alias – Die Agentin (Alias, Fernsehserie, Folge 2x07 The Counteragent)
- 2002: Catch Me If You Can
- 2003–2004: Navy CIS (NCIS: Naval Criminal Investigative Service, Fernsehserie, 2 Folgen)
- 2004: JAG – Im Auftrag der Ehre (JAG, Fernsehserie, Folge 9x13 Good Intentions)
- 2005: CSI: NY (Fernsehserie, Folge 2x05 Dancing with the Fishes)
- 2005: Die Insel (The Island)
- 2006: Criminal Minds (Fernsehserie, Folge 1x16 The Tribe)
- 2007–2008: Burn Notice (Fernsehserie, 2 Folgen)
- 2010: The Mentalist (Fernsehserie, 3x09)
- 2012: The Dark Knight Rises
- 2014: The Guest
- 2014: Jessabelle – Die Vorhersehung (Jessabelle)
- 2015: City of McFarland (McFarland, USA)
- 2015: Murder in the First (Fernsehserie, 6 Folgen)
- 2017: The Show
- 2017: Pitching Tents
- 2017: Amelia 2.0
- 2018: What Still Remains
- 2018: The Oath
- 2019: Silo